# Echinorhinus pfauntschi
 Echinorhinus pfauntschi  ist ein ausgestorbener Nagelhai, der ausschließlich durch fossile Zähne aus dem heutigen Oberösterreich bekannt ist. Er lebte im Unteren Miozän (Ottnangien) vor etwa 20 Millionen Jahren.

## Merkmale
Echinorhinus pfauntschi ist ausschließlich aufgrund von Zahnfunden bekannt. Diese sind im Vergleich zu denen anderer Arten der Gattung sehr kräftig. Die Hauptspitze ist hoch und schlank ausgebildet und kann mehr oder weniger stark nach Distel geneigt sein und an den distalen Kronenrand reichen. Der mediale Kronenrand ist sehr niedrig und an der Spitze nicht vorgewölbt. Er besitzt keine oder einzige kurze und kräftige Nebenspitze. Vor allem im Übergangsbereich zwischen der Hauptspitze und der medialen Kronenbasis ist der Kronenrand mesial stark eingekerbt. Die Labialflächen und auch die Lingualfläche besitzen häufig kräftige Schmelzfalten, die von der Spitze zur Zahnbasis laufen. Sowohl auf der Labial- wie auch auf der Lingualfläche liegen zahlreiche große Foramina.
Die Zahnwurzel ist vergleichsweise niedrig. Die Spitzen von jüngeren Haien unterscheiden sich von denen ausgewachsener Haie (ontogenetische Heterodontie) durch das vollständige Fehlen von Nebenspitzen, sie sind vergleichsweise kurz und hoch. Die Hautzähnchen (Dermaldentikel) sind relativ klein und können verschmolzen sein.

## Fundorte
Das Typusmaterial für die Beschreibung von Echinorhinus pfauntschi stammt aus einer Mergelgrube in Höbmannsbach in Oberösterreich. Dabei wurden sowohl der Holotypus wie auch die beiden Paratypen im ersten Regressionshorizont im Hangenden der Mergelfazies des Ottnanger Schliers gefunden, die in der Beckenrandfazies der Taufkirchner Bucht liegt. Weitere Funde stammen aus dem Transgressionshorizont und der Mergelfazies der Haller Schliere (Eggenburgien) im Liegenden der Atzbacher Sande sowie aus Offenhausen und Kletzenmarkt.

## Paläoökologie
Echinorhinus pfauntschi war mit zahlreichen weiteren Rochen und Haien vergesellschaftet und lebte wahrscheinlich als archibenthische Art. Viele der bekannten Arten sind an subtropische Klimaverhältnisse angepasst, vor allem die Gattungen Mobula und Gymnura weisen auf hohe Wassertemperaturen hin. Zu den weiteren Begleitarten zählen dabei u. a. Chlamydoselache bracheri, Paraheptranchias repens sowie Arten der Gattungen Deania, Centrophorus, Centroscymnus, Centroselachus und Etmopterus.

## Systematik
Echinorhinus pfauntschi wurde von seinem wissenschaftlichen Erstbeschreiber Pfeil nach dem bayrischen Fossiliensammler Arnold Pfauntsch benannt.
Als Besonderheit der Art werden die schwach ausgebildeten medialen und distalen Nebenspitzen und die schlanke, verhältnismäßig hohe Hauptspitze beschrieben. Durch diese charakteristische Zahnform unterscheidet sich E. pfauntschi sowohl von allen bekannten Arten der Gattung sowie von Paraechinorhinus riepli.
Als Schwesterart diagnostizierte Pfeil die im gleichen Sediment auftretende Art Echinorhinus schoenfeldi. Weitere nähere Verwandtschaftsbeziehungen werden mit Echinorhinus pollerspoecki und Echinorhinus richiardii angenommen, die als Schwesterart der heute noch lebenden Art Echinorhinus brucus angesehen wird.

## Belege
1. 1 2 3 4 5  Friedrich H. Pfeil: Zahnmorphologische Untersuchungen an rezenten und fossilen Haien der Ordnungen Chlamydoselachiformes und Echinorhiniformes. Palaeo Ichthyologica 1, 1983: S. 140–153.